# 木芹

木芹（1932年6月—2015年10月6日），男，纳西族，云南丽江人，中华人民共和国历史学家，云南大学教授，曾参与《云南史料丛刊》编纂。

## 生平
1932年6月，木芹生于丽江县拉市乡海北行政村恩宗自然村一个农民家庭，1939年进入恩宗小学，1946年考入丽江中学。1949年5月初中毕业，加入中国人民解放军滇桂黔边纵队第七支队，年底因疟疾退役。1953年从丽江中学高中毕业，考入云南大学历史系，1957年师从方国瑜、江应攻读研究生，1961年通过答辩并留校任教，是云南大学第一批副博士。“文化大革命”时期，木芹以老游击队员、老党员的身份出面向红卫兵说教，使得云大历史系教授免受皮肉之苦。1978年，木芹参与方国瑜《云南史料丛刊》编纂工作。1992年退休，2015年因病逝世。
主要著作有《西汉民族关系史》、《南诏野史会证》、《中华民族历史整体发展论》、《〈云南志〉补注》、《儒学与云南政治经济发展及文化转型》等，参与编撰《云南史料丛刊》、《云南地方史讲义》、《中国箸文化大观》等:330-331。